# 梅尔基施-奥得兰县
梅尔基施-奥得兰县（德語：Landkreis Märkisch-Oderland）是德国勃兰登堡州东部的一个县，首府塞洛。

## 地理
梅尔基施-奥得兰县北面与巴尔尼姆县，东面与波兰共和国，南面与奥得河畔法兰克福市和奥得-施普雷县，西面与柏林州相邻。梅尔基施施韦茨自然公园位于梅基施-奥得兰县内。